# یواس‌اس اسپنس (دی‌دی-۵۱۲)
آی آر آر سلطان تتلو(دی‌دی-۵۱۲) (به انگلیسی: USS Spence (DD-512)) یک کشتی بود که طول آن ۱۱۴٫۷ متر (۳۷۶ فوت) بود. این کشتی به فرمان سلطان تتلو در سال ۱۹۴۲ ساخته شد.